# 빗금
빗금(solidus) 또는 슬래시(slash)는 문장 부호의 일종이다. 이 기호는 오른쪽 위에서 왼쪽 아래로 내려 그은 선 모양이다. 슬래시는 아스키 문자 47에 해당하며 유니코드에서는에서는 "/"가 되고, 예를 들면 미국의 디즈니/픽사(Disney/Pixar) 등이 있다.

## 역사
슬래시의 역사는 고대 로마 시절로 거슬러 올라간다. 중세 시대에 유럽에서 널리 쓰였던 프락투르 글꼴에서 하나의 슬래시(/)는 쉼표를, 두 개의 슬래시(//)는 이음표를 나타냈다. 두 개의 슬래시는 나중에 등호(=)로 발전했으며, 이를 단순화시킨 것이 붙임표(-)이다.
그리고 역슬래시(\)는 슬래시의 반댓말을 가리킨다.

## 한국어에서의 사용
한국어에서는 슬래시 대신 가운뎃점(·)을 사용하는 것이 맞지만, 가운뎃점은 키보드에 존재하지 않고 입력 하는 데에 시간이 오래 걸리기 때문에 가운뎃점 대신 슬래시를 쓰는 경우가 많다.
 예시 1  올레 TV의 공지사항 같은 곳을 보면 가운뎃점을 지원하지 않는 경우가 있어, 공지상으로 보면 채널에서 내용1/내용2/내용3/내용4 등과 같은 형태의 단락이 이어주게 될 때 중간에 빗금을 가운뎃점과 같은 역할을 하고 있기 때문이다.
 예시 2  이면지나 수첩 등을 적바림할 때 가운뎃점을 기능할 수 없을 때 빗금을 그어 적어도 가운뎃점의 대리 역할 수행도 충분히 가능하다.

## 용례
영어를 비롯한 많은 언어에서 슬래시를 하이픈 대신에 사용하며, 두 단어 또는 구 사이에 밀접한 관계가 있음을 나타낸다. 또한 두문자어의 두 글자 사이에 슬래시를 종종 집어 넣는데, 상황에 따라서 그 의미를 혼동할 여지가 있다.
날짜를 간단하게 표시하는 경우 슬래시를 구분자로 사용하는 경우가 있다. 예를 들어, 2001년 9월 11일은 미국에서는‘9/11/2001’로, 그 밖의 많은 유럽/아메리카 국가에서는‘11/9/2001’로, 몇몇 아시아 국가에서는‘2001/9/11’로 표시된다. 특정한 경우 시간 간격을 나타내기 위해 슬래시를 두 날짜 사이에 집어 넣는 경우도 있기 때문에, ISO 8601에서는 년월일을 슬래시 대신에 하이픈으로 구별하는 방법을 쓰고 (2001-09-11) 시간 간격을 나타내는 데 슬래시를 사용하도록 하였다. (1939-09-01/1945-05-08)
수학에서 슬래시는 분수의 분자와 분모를 구분하는 데 사용되거나, 좀 더 일반화되어 나눗셈 연산자를 나타내기도 한다. 유니코드는 이러한 용도의 슬래시를 다른 용도의 슬래시와 구별하기 위하여 분수 슬래시(U+2044) 문자와 나눗셈 슬래시(U+2215) 문자를 따로 정의하였다.
유닉스 계열의 운영 체제에서는 슬래시를 경로명에서 디렉터리 및 파일 이름을 구분짓는 데 사용한다. 예를 들어, ‘directory/image.jpg’는 directory라는 디렉터리 안에 있는 image.jpg라는 파일을 나타낸다. URL에서도 비슷하게 슬래시를 구분자로 사용한다. 이와 반대로, MS-DOS와 마이크로소프트 윈도우에서는 슬래시 대신에 역슬래시를 구분자로 사용하는데, 이는 디렉터리를 지원하지 않던 초기의 CP/M이 슬래시를 명령줄 옵션을 나타내는 데 사용했기 때문이다. 하지만 이런 시스템에서도 일반적으로는, 명령줄 옵션과 혼동되지 않는 경우 역슬래시를 쓸 곳에 슬래시를 써도 같은 의미를 가리킨다.
많은 프로그래밍 언어들은 슬래시를 나눗셈 연산자로 사용하며, C, C++, 자바를 비롯한 여러 언어들이 /*와 */로 둘러싸인 주석(PL/I에서 비롯되었다.
)과 //로 시작하는 줄 단위 주석을 지원한다. (줄 단위 주석은 C에서도 C99부터 지원한다.)
국제단위계에서도 변수당 단위를 나타낼 때 빗금을 쓴다. 미터 매 초를 m/s, 킬로미터 매 시를 km/h와 같이 나타내며, 빗금을 ‘퍼(per)’로 읽는다. 반면, 영미 단위계에서는 빗금을 쓰지 않고 ‘퍼(per)’에서 따온 알파벳 ‘p’를 이용한 약칭(예: fps, mph)으로 나타내는 경우가 많다.

## 인코딩
- U+002F / solidus
- U+2044 ⁄ fraction slash
- U+2215 ∕ division slash
- U+29F8 ⧸ big solidus
- U+FF0F ／ fullwidth solidus (전각 문자용)
- U+1F67C 🙼 very heavy solidus

## 같이 보기
- 역슬래시